# Bârsău Mare, Sălaj
Bârsău Mare este un sat în comuna Gâlgău din județul Sălaj, Transilvania, România.

## Vezi și

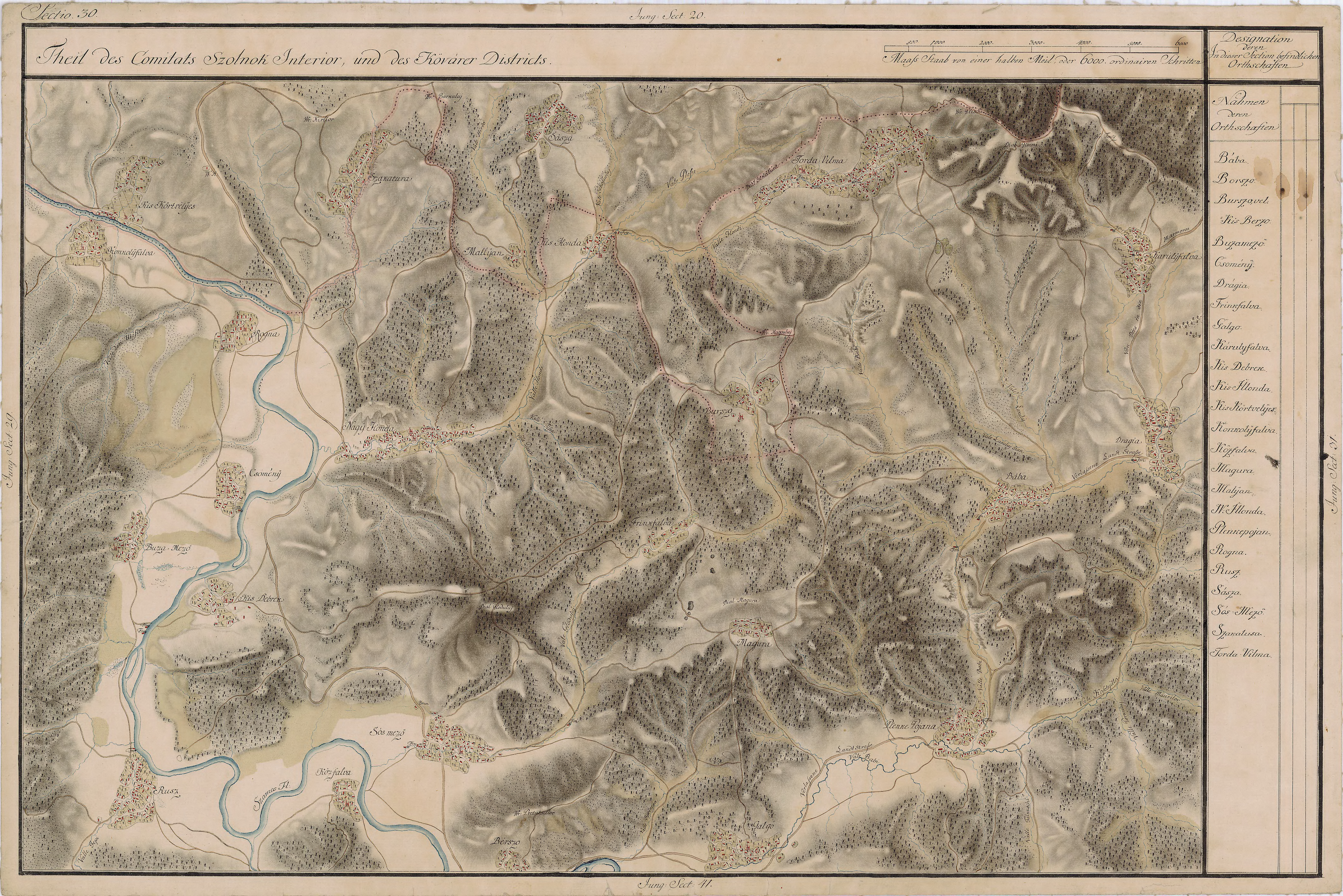
Bârsău Mare în Harta Iosefină a Transilvaniei, 1769-1773